# オクシリンコス・パピルス

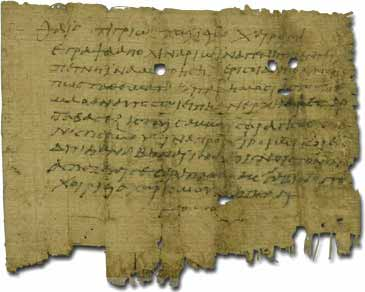
オクシリンコス・パピルス

オクシリンコス・パピルス（ラテン語：Oxyrhynchus Papyri）はエジプト中部のオクシリンコス（Oxyrhynchos 魚の名前に由来する地名。現在はバフナサ）で発見された数千点に及ぶパピルス文書、写本断片の総称である。オクシュリュンコス・パピルスとも呼ぶ。

## 概説
19世紀末に古代のごみ捨て場の跡から多くの文書が発掘され、整理が進められていったが、20世紀になって、従来まったく知られていなかったイエスの言葉などが記されたパピルス断片が多数発見され、新約聖書学の点からも注目されるようになった。
文書の大部分は公文書、裁判記録などで当時の社会状況、生活様式を知る資料として価値があるが、一部にプラトンなど古代ギリシア哲学者の著作、「賽は投げられた」という台詞のあるアリストパネス断片のほか、グノーシス主義に関係する文献（後に、『ナグ・ハマディ写本』中に見出された『トマスによる福音書』の一部と比定された文章）などが含まれる。現存する最古（紀元280年）のキリスト教（東方諸教会）の聖歌とされる「三位一体の聖歌」（オクシュリュンコスの賛歌）がギリシア記譜法で記されていた。
古代ギリシアの文化が、エジプトの都市にどのように受容されていたかを知る資料となっている。
『ナグ・ハマディ写本』とともにグノーシス主義の研究において重要な資料であり、また初期キリスト教を研究するうえでも貴重な資料とされている。

## 日本語訳
邦訳では「聖書外典偽典」（日本聖書学研究所編、教文館）第6巻新約聖書外典1に次の文書が収められている。
オクシリンコス・パピルス840・645・1・655・1224
他に、いくつかの古代ギリシア語作品集に断片としてオクシリンコス・パピルスによるものが収められていることがある。